# Romy und Michele: Hollywood, wir kommen!
Romy und Michele: Hollywood, wir kommen! (Originaltitel: Romy and Michele: In the Beginning) ist eine US-amerikanische Filmkomödie aus dem Jahr 2005. Regie führte Robin Schiff, die auch das Drehbuch schrieb. Es ist das Prequel zu dem 1997 erschienenen Kinofilm Romy und Michele.

## Handlung
Die Handlung beginnt im Jahr 1987 und spielt später im Jahre 1990. Romy White und Michele Weinberger schließen die High School in Tucson ab. Sie sparen Geld und reisen drei Jahre später nach Hollywood, wo sie Karriere im Showgeschäft machen wollen. Dort wohnen sie in der Wohnung eines Transvestiten.
Die Frauen bemühen sich, in das von Prominenten häufig besuchte Nachtlokal Ozone gelassen zu werden, wovon sie sich fördernde Kontakte versprechen.
Als es ihnen gelingt, dort Einlass zu bekommen, sind sie enttäuscht, dass sie dort auch nicht glücklicher sind. Sie besuchen die Party des Transvestiten, die sie für das Ozone „geschwänzt“ hatten, und haben dort den Spaß, den sie gesucht hatten. Dort treffen sie sogar ihr Idol Paula Abdul.

## Kritiken
Die Zeitschrift TV direkt 2/2008 bezeichnete die Komödie als einen Film, den man nicht sehen müsse.
Die Zeitschrift TV Movie schrieb, der Film biete „realitätsferne Glamour-Glorifizierung“.
Die Zeitschrift TV Spielfilm schrieb, der Film sei ein „Pilot zu einer nie realisierten Serie“. „Die ‚wandelnden Blondinenwitze‘ gehen zurück zu den Anfängen der Kult-Klamotte“. Das Fazit lautete: „Vertauschte Rollen mitaltbekannten [sic] Witzen“.

## Hintergründe
Der Film wurde in Los Angeles gedreht. In Deutschland wurde er in ausgewählten Kinos vorgeführt.